# Elisabet Haglund
Birgitta Cecilia Elisabet Haglund, född 3 januari 1945, är en svensk utställningskurator och museichef.
Elisabet Haglund växte upp i Hässleholm, där hennes mor var sjuksköterska. Hon disputerade 1978 på en avhandling om den rumänsk-franske skulptören och målaren Victor Brauner (1903–66) och en bildtolkning baserad på psykoanalytisk teori. Hon har arbetat på Moderna Museet och Kulturhuset i Stockholm. Hon bodde sju år i Madrid i Spanien i slutet av 1970-talet och början av 1980-talet och var chef för Borås konstmuseum 1995–2005.
Hon var chef för Skissernas museum i Lund 2005–2011.
År 2012 tilldelades Haglund den franska orden Arts et Lettres.